# Jack K. McFall
Jack Kirkham McFall, född 23 september 1905 i Tacoma, Washington, död 16 juni 1990, var en amerikansk diplomat. Han var USA:s ambassadör i Finland på 1950-talet.
McFall utexaminerades 1929 från Georgetown University School of Foreign Service och hade planer på en diplomatkarriär redan då men på grund av Wall Street-kraschen 1929 meddelade utrikesdepartementet att de avstår från nyanställningar. År 1933 avlade han juristexamen vid National University School of Law som senare blev en del av George Washington University. Slutligen år 1947 lyckades McFall med att bli fast anställd vid utrikesdepartementet och sadla om från sin ämbetsmannakarriär i huvudstaden till en diplomatkarriär i olika delar av världen.
McFall var USA:s beskickningschef i Helsingfors 1952–1955. Han var USA:s minister i Helsingfors fram till 1954, varefter beskickningschefen i Helsingfors fick titeln ambassadör. Som beskickningschef efterträdde han 1952 John Moors Cabot. John D. Hickerson efterträdde honom som ambassadör 1955.